# Iatrosofista
Iatrosofista (en grec antic ἰατροσοφιστής) era un antic títol mèdic que es donava a l'antiga Grècia i a l'antiga Roma a aquells metges que a més a més d'exercir la seva feina com a tals, ensenyaven l'exercici i els secrets de la medicina a altres.
El nom presenta variacions al llarg dels segles. Sòcrates Escolàstic anomena a Adamanti ἰατρικῶν λόγων σοφιστής ("iatrikon lógon sophistés" metge que parla de filosofia), Esteve de Bizanci parla dels τῶν ἰατρῶν σοφιστής ("ton iatron sophistés", els metges filòsofs) i Cal·lístenes d'Olint parla d'un metge al que anomena ἰατρὸς σοφιστής ("iatrós sophistés", metge sofista). Diversos metges antics es van significar amb aquest nom, com ara Cassi Iatrosofista.